# Makoto Kimura
Makoto Kimura (japanisch 木村 誠 Kimura Makoto; * 10. Juni 1979 in der Präfektur Fukui) ist ein ehemaliger japanischer Fußballspieler.

## Karriere
Kimura erlernte das Fußballspielen in der Schulmannschaft der Maruoka High School und der Universitätsmannschaft der Komazawa-Universität. Seinen ersten Vertrag unterschrieb er 2002 bei den Kawasaki Frontale. Der Verein spielte in der zweithöchsten Liga des Landes, der J2 League. 2004 wurde er mit dem Verein Meister der J2 League und stieg in die J1 League auf. Für den Verein absolvierte er 25 Ligaspiele. 2006 wechselte er zum Zweitligisten Montedio Yamagata. 2008 wurde er mit dem Verein Vizemeister der J2 League und stieg in die J1 League auf. Für den Verein absolvierte er 50 Ligaspiele. Danach spielte er bei den Zweigen Kanazawa und Sakai Phoenix. Ende 2015 beendete er seine Karriere als Fußballspieler.